# Currie Cup Premier Division 2003
La Currie Cup Premier Division de 2003 fue la sexagésima quinta edición del principal torneo de rugby provincial de Sudáfrica.
El campeón fue el equipo de Blue Bulls quienes obtuvieron su vigésimo campeonato.

## Sistema de disputa
El torneo se disputó en formato liga donde cada equipo se enfrentó a los equipos restantes, luego los mejores dos clasificados disputaron la final.

## Clasificación
| Pos. | Equipo              | Encuentros | Encuentros | Encuentros | Encuentros | Tantos | Tantos | Tantos | PB | PB | Puntos |
| Pos. | Equipo              | PJ         | PG         | PE         | PP         | F      | C      | Dif    | BO | BD | Puntos |
| ---- | ------------------- | ---------- | ---------- | ---------- | ---------- | ------ | ------ | ------ | -- | -- | ------ |
| 1.º  | Blue Bulls          | 14         | 11         | 0          | 3          | 538    | 372    | +166   | 9  | 2  | 55     |
| 2.º  | Natal Sharks        | 14         | 10         | 0          | 4          | 462    | 329    | +133   | 9  | 3  | 52     |
| 3.º  | Western Province    | 14         | 8          | 3          | 3          | 576    | 447    | +129   | 12 | 1  | 51     |
| 4.º  | Golden Lions        | 14         | 8          | 1          | 5          | 530    | 428    | +102   | 7  | 3  | 44     |
| 5.º  | Free State Cheetahs | 14         | 5          | 2          | 7          | 530    | 470    | +60    | 9  | 2  | 35     |
| 6.º  | Pumas               | 14         | 6          | 0          | 8          | 447    | 488    | -41    | 7  | 2  | 33     |
| 7.º  | Griquas             | 14         | 3          | 0          | 11         | 355    | 613    | -258   | 7  | 1  | 20     |
| 8.º  | SWD Eagles          | 14         | 2          | 0          | 12         | 382    | 673    | -291   | 7  | 2  | 17     |

|  | Finalistas. |

### Final
| 1 de noviembre | Blue Bulls | 40 - 19 | Natal Sharks | Loftus Versfeld, Pretoria |  |

| Bandera de Sudáfrica |
| Campeón Blue Bulls   |
| Vigésimo título      |